# 2014-es WEC Spái 6 órás verseny
| Pályarajz | Pályarajz            | Pályarajz                                         |
| --------- | -------------------- | ------------------------------------------------- |
|           |                      |                                                   |
| Győztesek |                      |                                                   |
| Kategória | Csapat               | Versenyzők                                        |
| LMP1-H    | #8 Toyota Racing     | Anthony Davidson Sébastien Buemi Nicolas Lapierre |
| LMP1-L    | #12 Rebellion Racing | Nicolas Prost Nick Heidfeld Mathias Beche         |
| LMP2      | #26 G-Drive Racing   | Roman Ruszinov Julien Canal Olivier Pla           |
| LMGTE Pro | #51 AF Corse         | Gianmaria Bruni Toni Vilander                     |
| LMGTE Am  | #61 AF Corse         | Luís Pérez Companc Marco Cioci Mirko Venturi      |

2014-es WEC Spái 6 órás verseny a Hosszútávú-világbajnokság 2014-es szezonjának második futama volt, amelyet  május 3-án tartottak meg a Circuit de Spa-Francorchamps versenypályán. A fordulót Anthony Davidson, Sébastien Buemi és Nicolas Lapierre triója nyerte meg, akik a hibridhajtású Toyota Racing csapatának versenyautóját vezették.

## Időmérő
A kategóriák leggyorsabb versenyzői vastaggal vannak kiemelve.
| Poz. | Kategória | Csapat                   | Átlagidő   | Különbség | Rajthely |
| ---- | --------- | ------------------------ | ---------- | --------- | -------- |
| 1.   | LMP1-H    | #14 Porsche Team         | 2:01,198   |           | 1        |
| 2.   | LMP1-H    | #8 Toyota Racing         | 2:01,836   | +0,638    | 2        |
| 3.   | LMP1-H    | #2 Audi Sport Team Joest | 2:02,499   | +1,301    | 3        |
| 4.   | LMP1-H    | #7 Toyota Racing         | 2:03,177   | +1,979    | 4        |
| 5.   | LMP1-H    | #20 Porsche Team         | 2:03,672   | +2,474    | 5        |
| 6.   | LMP1-H    | #1 Audi Sport Team Joest | 2:03,881   | +2,683    | 6        |
| 7.   | LMP1-H    | #3 Audi Sport Team Joest | 2:06,160   | +4,962    | 7        |
| 8.   | LMP2      | #47 KCMG                 | 2:12,103   | +10,905   | 8        |
| 9.   | LMP2      | #27 SMP Racing           | 2:12,751   | +11,553   | 9        |
| 10.  | LMP2      | #26 G-Drive Racing       | 2:13,143   | +11,945   | 10       |
| 11.  | LMP2      | #38 Jota Sport           | 2:13,761   | +12,563   | 11       |
| 12.  | LMP1-L    | #12 Rebellion Racing     | 2:14,934   | +13,736   | 12       |
| 13.  | LMGTE Pro | #51 AF Corse             | 2:32,338   | +31,140   | 14       |
| 14.  | LMGTE Pro | #97 Aston Martin Racing  | 2:32,505   | +31,307   | 15       |
| 15.  | LMGTE Pro | #92 Porsche Team Manthey | 2:32,581   | +31,383   | 16       |
| 16.  | LMGTE Pro | #91 Porsche Team Manthey | 2:32,817   | +31,619   | 17       |
| 17.  | LMGTE Pro | #99 Aston Martin Racing  | 2:33,070   | +31,872   | 18       |
| 18.  | LMGTE Pro | #71 AF Corse             | 2:33,572   | +32,374   | 19       |
| 19.  | LMGTE Am  | #61 AF Corse             | 2:33,962   | +32,764   | 20       |
| 20.  | LMGTE Am  | #75 Prospeed Competition | 2:33,981   | +32,783   | 21       |
| 21.  | LMGTE Am  | #81 AF Corse             | 2:34,039   | +32,841   | 22       |
| 22.  | LMGTE Am  | #88 Proton Competition   | 2:34,828   | +33,630   | 23       |
| 23.  | LMGTE Am  | #90 8 Star Motorsports   | 2:35,348   | +34,150   | 24       |
| 24.  | LMGTE Am  | #60 AF Corse             | 2:35,641   | +34,443   | 25       |
| 25.  | LMGTE Am  | #98 Aston Martin Racing  | 2:39,390   | +38,192   | 26       |
| 26.  | LMGTE Am  | #95 Aston Martin Racing  | 2:39,404   | +38,206   | 27       |
| –    | LMP2      | #37 SMP Racing           | idő nélkül |           | 13       |
| –    | LMP1-L    | #13 Rebellion Racing     | idő nélkül |           | –        |

## Verseny
A résztvevőknek legalább a versenytáv 70%-át (120 kört) teljesíteniük kellett ahhoz, hogy az elért eredményüket értékeljék. A kategóriák leggyorsabb versenyzői vastaggal vannak kiemelve.
| Helyezés | Kategória | #  | Csapat                | Versenyzők                                                | Kasztni                          | Gumi | Kör | Idő/Hátrány/Kiesés |
| Helyezés | Kategória | #  | Csapat                | Versenyzők                                                | Motor                            | Gumi | Kör | Idő/Hátrány/Kiesés |
| -------- | --------- | -- | --------------------- | --------------------------------------------------------- | -------------------------------- | ---- | --- | ------------------ |
| 1.       | LMP1-H    | 8  | Toyota Racing         | Anthony Davidson Sébastien Buemi Nicolas Lapierre         | Toyota TS040 Hybrid              | M    | 171 | 6:01:31,675        |
| 1.       | LMP1-H    | 8  | Toyota Racing         | Anthony Davidson Sébastien Buemi Nicolas Lapierre         | Toyota 3.7 L V8                  | M    | 171 | 6:01:31,675        |
| 2.       | LMP1-H    | 1  | Audi Sport Team Joest | Tom Kristensen Loïc Duval Lucas di Grassi                 | Audi R18 e-tron quattro          | M    | 171 | +1:13,926          |
| 2.       | LMP1-H    | 1  | Audi Sport Team Joest | Tom Kristensen Loïc Duval Lucas di Grassi                 | Audi TDI 4.0 L Turbo V6 (Diesel) | M    | 171 | +1:13,926          |
| 3.       | LMP1-H    | 7  | Toyota Racing         | Alexander Wurz Stéphane Sarrazin Nakadzsima Kazuki        | Toyota TS040 Hybrid              | M    | 171 | +1:20,861          |
| 3.       | LMP1-H    | 7  | Toyota Racing         | Alexander Wurz Stéphane Sarrazin Nakadzsima Kazuki        | Toyota 3.7 L V8                  | M    | 171 | +1:20,861          |
| 4.       | LMP1-H    | 14 | Porsche Team          | Marc Lieb Romain Dumas Neel Jani                          | Porsche 919 Hybrid               | M    | 170 | +1 kör             |
| 4.       | LMP1-H    | 14 | Porsche Team          | Marc Lieb Romain Dumas Neel Jani                          | Porsche 2.0 L Turbo V4           | M    | 170 | +1 kör             |
| 5.       | LMP1-H    | 2  | Audi Sport Team Joest | André Lotterer Marcel Fässler Benoît Tréluyer             | Audi R18 e-tron quattro          | M    | 170 | +1 kör             |
| 5.       | LMP1-H    | 2  | Audi Sport Team Joest | André Lotterer Marcel Fässler Benoît Tréluyer             | Audi TDI 4.0 L Turbo V6 (Diesel) | M    | 170 | +1 kör             |
| 6.       | LMP1-H    | 3  | Audi Sport Team Joest | Filipe Albuquerque Marco Bonanomi                         | Audi R18 e-tron quattro          | M    | 169 | +2 kör             |
| 6.       | LMP1-H    | 3  | Audi Sport Team Joest | Filipe Albuquerque Marco Bonanomi                         | Audi TDI 4.0 L Turbo V6 (Diesel) | M    | 169 | +2 kör             |
| 7.       | LMP1-L    | 12 | Rebellion Racing      | Nicolas Prost Nick Heidfeld Mathias Beche                 | Rebellion R-One                  | M    | 161 | +10 kör            |
| 7.       | LMP1-L    | 12 | Rebellion Racing      | Nicolas Prost Nick Heidfeld Mathias Beche                 | Toyota RV8KLM 3.4 L V8           | M    | 161 | +10 kör            |
| 8.       | LMP2      | 26 | G-Drive Racing        | Roman Ruszinov Olivier Pla Julien Canal                   | Morgan LMP2                      | D    | 160 | +11 kör            |
| 8.       | LMP2      | 26 | G-Drive Racing        | Roman Ruszinov Olivier Pla Julien Canal                   | Nissan VK45DE 4.5 L V8           | D    | 160 | +11 kör            |
| 9.       | LMP2      | 38 | Jota Sport            | Simon Dolan Harry Tincknell Marc Gené                     | Zytek Z11SN                      | D    | 160 | +11 kör            |
| 9.       | LMP2      | 38 | Jota Sport            | Simon Dolan Harry Tincknell Marc Gené                     | issan VK45DE 4.5 L V8            | D    | 160 | +11 kör            |
| 10.      | LMP2      | 47 | KCMG                  | Matthew Howson Richard Bradley Alexandre Imperatori       | Oreca 03                         | D    | 159 | +12 kör            |
| 10.      | LMP2      | 47 | KCMG                  | Matthew Howson Richard Bradley Alexandre Imperatori       | Nissan VK45DE 4.5 L V8           | D    | 159 | +12 kör            |
| 11.      | LMP2      | 37 | SMP Racing            | Kirill Ladigin Anton Ladigin Viktor Saitar                | Oreca 03                         | M    | 158 | +13 kör            |
| 11.      | LMP2      | 37 | SMP Racing            | Kirill Ladigin Anton Ladigin Viktor Saitar                | Nissan VK45DE 4.5 L V8           | M    | 158 | +13 kör            |
| 12.      | LMP2      | 27 | SMP Racing            | Szergej Zlobin Maurizio Mediani Nicolas Minassian         | Oreca 03                         | M    | 158 | +13 kör            |
| 12.      | LMP2      | 27 | SMP Racing            | Szergej Zlobin Maurizio Mediani Nicolas Minassian         | Nissan VK45DE 4.5 L V8           | M    | 158 | +13 kör            |
| 13.      | LMGTE Pro | 51 | AF Corse              | Gianmaria Bruni Toni Vilander                             | Ferrari 458 Italia GT2           | M    | 152 | +19 kör            |
| 13.      | LMGTE Pro | 51 | AF Corse              | Gianmaria Bruni Toni Vilander                             | Ferrari 4.5 L V8                 | M    | 152 | +19 kör            |
| 14.      | LMGTE Pro | 91 | Porsche Team Manthey  | Patrick Pilet Jörg Bergmeister                            | Porsche 911 RSR                  | M    | 151 | +20 kör            |
| 14.      | LMGTE Pro | 91 | Porsche Team Manthey  | Patrick Pilet Jörg Bergmeister                            | Porsche 4.0 L Flat-6             | M    | 151 | +20 kör            |
| 15.      | LMGTE Pro | 71 | AF Corse              | Davide Rigon James Calado                                 | Ferrari 458 Italia GT2           | M    | 151 | +20 kör            |
| 15.      | LMGTE Pro | 71 | AF Corse              | Davide Rigon James Calado                                 | Ferrari 4.5 L V8                 | M    | 151 | +20 kör            |
| 16.      | LMGTE Pro | 97 | Aston Martin Racing   | Darren Turner Stefan Mücke Bruno Senna                    | Aston Martin V8 Vantage GTE      | M    | 151 | +20 kör            |
| 16.      | LMGTE Pro | 97 | Aston Martin Racing   | Darren Turner Stefan Mücke Bruno Senna                    | Aston Martin 4.5 L V8            | M    | 151 | +20 kör            |
| 17.      | LMGTE Pro | 99 | Aston Martin Racing   | Darryl O'Young Alex MacDowall Fernando Rees               | Aston Martin V8 Vantage GTE      | M    | 150 | +21 kör            |
| 17.      | LMGTE Pro | 99 | Aston Martin Racing   | Darryl O'Young Alex MacDowall Fernando Rees               | Aston Martin 4.5 L V8            | M    | 150 | +21 kör            |
| 18.      | LMGTE Am  | 61 | AF Corse              | Luís Pérez Companc Marco Cioci Mirko Venturi              | Ferrari 458 Italia GT2           | M    | 149 | +22 kör            |
| 18.      | LMGTE Am  | 61 | AF Corse              | Luís Pérez Companc Marco Cioci Mirko Venturi              | Ferrari 4.5 L V8                 | M    | 149 | +22 kör            |
| 19.      | LMGTE Am  | 95 | Aston Martin Racing   | David Heinemeier Hansson Kristian Poulsen Richie Stanaway | Aston Martin V8 Vantage GTE      | M    | 149 | +22 kör            |
| 19.      | LMGTE Am  | 95 | Aston Martin Racing   | David Heinemeier Hansson Kristian Poulsen Richie Stanaway | Aston Martin 4.5 L V8            | M    | 149 | +22 kör            |
| 20.      | LMGTE Am  | 98 | Aston Martin Racing   | Paul Dalla Lana Pedro Lamy Christoffer Nygaard            | Aston Martin V8 Vantage GTE      | M    | 149 | +22 kör            |
| 20.      | LMGTE Am  | 98 | Aston Martin Racing   | Paul Dalla Lana Pedro Lamy Christoffer Nygaard            | Aston Martin 4.5 L V8            | M    | 149 | +22 kör            |
| 21.      | LMGTE Pro | 92 | Porsche Team Manthey  | Marco Holzer Frédéric Makowiecki                          | Porsche 911 RSR                  | M    | 148 | +23 kör            |
| 21.      | LMGTE Pro | 92 | Porsche Team Manthey  | Marco Holzer Frédéric Makowiecki                          | Porsche 4.0 L Flat-6             | M    | 148 | +23 kör            |
| 22.      | LMGTE Am  | 88 | Proton Competition    | Christian Ried Klaus Bachler Halid Alqubisi               | Porsche 911 RSR                  | M    | 148 | +23 kör            |
| 22.      | LMGTE Am  | 88 | Proton Competition    | Christian Ried Klaus Bachler Halid Alqubisi               | Porsche 4.0 L Flat-6             | M    | 148 | +23 kör            |
| 23.      | LMP1-H    | 20 | Porsche Team          | Timo Bernhard Brendon Hartley Mark Webber                 | Porsche 919 Hybrid               | M    | 148 | +23 kör            |
| 23.      | LMP1-H    | 20 | Porsche Team          | Timo Bernhard Brendon Hartley Mark Webber                 | Porsche 2.0 L Turbo V4           | M    | 148 | +23 kör            |
| 24.      | LMGTE Am  | 81 | AF Corse              | Stephen Wyatt Michele Rugolo Andrea Bertolini             | Ferrari 458 Italia GT2           | M    | 148 | +23 kör            |
| 24.      | LMGTE Am  | 81 | AF Corse              | Stephen Wyatt Michele Rugolo Andrea Bertolini             | Ferrari 4.5 L V8                 | M    | 148 | +23 kör            |
| 25.      | LMGTE Am  | 75 | Prospeed Competition  | François Perrodo Matthieu Vaxivière Emmanuel Collard      | Porsche 997 GT3-RSR              | M    | 146 | +25 kör            |
| 25.      | LMGTE Am  | 75 | Prospeed Competition  | François Perrodo Matthieu Vaxivière Emmanuel Collard      | Porsche 4.0 L Flat-6             | M    | 146 | +25 kör            |
| 26.      | LMGTE Am  | 60 | AF Corse              | Peter Mann Raffaele Giammaria Lorenzo Casé                | Ferrari 458 Italia GT2           | M    | 145 | +26 kör            |
| 26.      | LMGTE Am  | 60 | AF Corse              | Peter Mann Raffaele Giammaria Lorenzo Casé                | Ferrari 4.5 L V8                 | M    | 145 | +26 kör            |
| 27.      | LMGTE Am  | 90 | 8 Star Motorsports    | Enzo Potolicchio Paolo Ruberti Gianluca Roda              | Ferrari 458 Italia GT2           | M    | 142 | +29 kör            |
| 27.      | LMGTE Am  | 90 | 8 Star Motorsports    | Enzo Potolicchio Paolo Ruberti Gianluca Roda              | Ferrari 4.5 L V8                 | M    | 142 | +29 kör            |
| Ki       | LMP1-L    | 13 | Rebellion Racing      | Dominik Kraihamer Andrea Belicchi Fabio Leimer            | Rebellion R-One                  | M    | 47  |                    |
| Ki       | LMP1-L    | 13 | Rebellion Racing      | Dominik Kraihamer Andrea Belicchi Fabio Leimer            | Toyota RV8KLM 3.4 L V8           | M    | 47  |                    |

## A világbajnokság állása a versenyt követően
LMP1 (Teljes táblázat)
| H  | Versenyzők                                         | Pont | H  | Konstruktőrök | Pont |
| -- | -------------------------------------------------- | ---- | -- | ------------- | ---- |
| 1. | Anthony Davidson Sébastien Buemi Nicolas Lapierre  | 50   | 1. | Toyota        | 84   |
| 2. | Alexander Wurz Stéphane Sarrazin Nakadzsima Kazuki | 34   | 2. | Porsche       | 36   |
| 3. | Tom Kristensen Loïc Duval Lucas di Grassi          | 18   | 3. | Audi          | 28   |
| 4. | Nicolas Prost Nick Heidfeld Mathias Beche          | 18   |    |               |      |
| 5. | Timo Bernhard Brendon Hartley Mark Webber          | 15,5 |    |               |      |

GT (Teljes táblázat)
| H  | Versenyzők                       | Pont | H  | Konstruktőrök | Pont |
| -- | -------------------------------- | ---- | -- | ------------- | ---- |
| 1. | Gianmaria Bruni Toni Vilander    | 39   | 1. | Ferrari       | 64   |
| 2. | Patrick Pilet Jörg Bergmeister   | 36   | 2. | Porsche       | 63   |
| 3. | Marco Holzer Frédéric Makowiecki | 27   | 3. | Aston Martin  | 43   |
| 4. | Darren Turner Stefan Mücke       | 27   |    |               |      |
| 5. | Richard Lietz                    | 25   |    |               |      |

LMP1 Privát-kupa (Teljes táblázat)
| H  | Versenyzők                                     | Pont | H  | Konstruktőrök        | Pont |
| -- | ---------------------------------------------- | ---- | -- | -------------------- | ---- |
| 1. | Nicolas Prost Nick Heidfeld Mathias Beche      | 50   | 1. | #12 Rebellion Racing | 50   |
| 2. | Dominik Kraihamer Andrea Belicchi Fabio Leimer | 0    | 2. | #13 Rebellion Racing | 0    |
| 3. | '                                              |      | 3. | '                    |      |

LMP2 (Teljes táblázat)
| H  | Versenyzők                                        | Pont | H  | Konstruktőrök  | Pont |
| -- | ------------------------------------------------- | ---- | -- | -------------- | ---- |
| 1. | Roman Ruszinov Olivier Pla Julien Canal           | 51   | 1. | G-Drive Racing | 51   |
| 2. | Matthew Howson Richard Bradley                    | 37   | 2. | KCMG           | 37   |
| 3. | Szergej Zlobin Maurizio Mediani Nicolas Minassian | 27   | 3. | #27 SMP Racing | 27   |
| 4. | Alexandre Imperatori                              | 19   | 4. | #37 SMP Racing | 15   |
| 5. | Macuda Csugió                                     | 18   |    |                |      |

LMGTE Am (Teljes táblázat)
| H  | Versenyzők                                     | Pont | H  | Konstruktőrök           | Pont |
| -- | ---------------------------------------------- | ---- | -- | ----------------------- | ---- |
| 1. | David Heinemeier Hansson Kristian Poulsen      | 43   | 1. | #95 Aston Martin Racing | 43   |
| 2. | Luís Pérez Companc Marco Cioci Mirko Venturi   | 34   | 2. | #61 AF Corse            | 34   |
| 3. | Paul Dalla Lana Pedro Lamy Christoffer Nygaard | 33   | 3. | #98 Aston Martin Racing | 33   |
| 4. | Stephen Wyatt Michele Rugolo                   | 26   | 4. | #81 AF Corse            | 26   |
| 5. | Nicki Thiim                                    | 25   | 5. | Proton Competition      | 24   |